# Каменский, Александр Григорьевич
Александр Григорьевич Каменский (1845—1905) — российский купец, меценат и общественный деятель, оказавший существенную поддержку развитию учебных заведений в городе Перми. Был попечителем Пермской Мариинской гимназии (1888—1896), Убежища детей бедных и Пермской городской общественной богадельни (до 1902 года), Успенского женского монастыря (1896—1905). Активно участвовал в деятельности благотворительных общественных организаций: был почётным членом Губернского попечительства детских приютов, членом Пермского окружного правления Общества спасания на водах и Епархиального комитета Православного миссионерского общества. В 1896 году был избран директором Пермского тюремного комитета.
20 июня 1897 года Каменский учредил для Алексеевского реального училища в Перми стипендию в форме государственной 4-хпроцентной ренты на 1200 рублей. Он присвоил этой стипендии имя своего отца, Григория Козьмича Каменского, предпринимателя и мецената, одного из основателей Товарного дома «Ф. и Г. Каменские». После смерти Александра Григорьевича попечителем училища стал его брат, Иван Григорьевич Каменский. Имя братьев Каменских носит Гимназия № 4 в Перми.
Умер в Перми в 1905 году. Был похоронен на кладбище Успенского женского монастыря в церкви-усыпальнице Каменских (в настоящее время не существуют).